# Slumdog Millionaire
Slumdog Millionaire (en español, Quisiera ser millonario) es una película indo-británica del 2008, dirigida por Danny Boyle y escrita por Simon Beaufoy, ganadora de 8 Premios Óscar. La película está basada en la novela ¿Quiere ser millonario? (título original: Q & A), del escritor y diplomático indio Vikas Swarup.

## Argumento
Jamal es un concursante de la versión india de ¿Quien quiere ser millonario?, conducido por Prem Kumar (Anil Kapoor). Ya había ganado 10.000.000 de rupias y había llegado a la pregunta final, por veinte millones de rupias (unos 320.000 €), la cual contestaría al día siguiente. Obedeciendo las órdenes de Prem Kumar, la policía sospecha que Jamal había hecho trampa, porque las otras posibilidades (que tuviese amplios conocimientos o mucha suerte) parecían muy poco probables. 
Jamal explica que, mientras que al menos la pregunta sobre la estrella de Bollywood Amitabh Bachchan era muy fácil, conocía las respuestas de la mayor parte de las preguntas por casualidad, debido a lo que le había sucedido en su vida, transmitida en una serie de analepsis en los que se documentan los detalles de su infancia. Los recuerdos incluyen escenas sobre cómo había obtenido el autógrafo de Bachchan, la muerte de su madre durante un acto de violencia de parte de los hindúes contra los musulmanes; y la amistad de él y de su hermano Salim con una niña llamada Latika (Rubina Ali). Se refiere a Salim y a sí mismo como Athos y Porthos, y a Latika como la tercera de Los tres mosqueteros, pese a que no conoce el nombre de este último.
En el recuerdo de Jamal, los niños son finalmente descubiertos por Maman (Ankur Vikal) mientras vivían en un basurero. Maman es un gánster (aunque no lo saben cuando lo conocen) que pretende tener un orfanato para "coleccionar" niños de la calle y entrenarlos para mendigar. Salim es preparado para ser parte de una operación de Maman, en la cual este le pide que trajese a Jamal para poder cegarlo (lo cual incrementaría su potencial como cantante mendigo). Salim protege a su hermano, y los tres niños tratan de escapar, pero solo él y Jamal logran hacerlo, saltando sobre un tren. Latika corre junto al tren y toma la mano de Salim, pero este la suelta adrede, por lo que la niña vuelve a ser capturada por los gánsters y el tren se aleja.
Los hermanos viven como pueden, viajando sobre el techo de los trenes, vendiendo mercancías, robando y estafando a los turistas ingenuos en el Taj Mahal haciéndose pasar por guías de turismo. Jamal finalmente insiste en regresar a Bombay para encontrar a Latika, lo cual hace enojar a Salim. Cuando la encuentran, descubren que Maman la había convertido en bailarina para más adelante venderla a alguna red de prostitución, pues su virginidad era muy valiosa y podía ser vendida a un precio muy alto. Los hermanos tratan de rescatarla, pero Maman se interpone, y finalmente Salim asesina a Maman. Este hecho le vale a Salim para ser contratado por un enemigo de Maman, Javed (Mahesh Manjrekar), un poderoso mafioso de la ciudad. Salim regresa a la habitación en donde se estaban hospedando y le ordena a Jamal que se fuera. Jamal, sabiendo que su hermano quería estar solo con Latika, lo ataca violentamente hasta que Salim lo amenaza con un arma, en ese momento Latika interviene y le dice a Jamal que se vaya, rompiendo su corazón y sacrificándose para mantenerlo a salvo. En ese momento Jamal pierde el contacto con Salim y Latika.
Unos años más tarde, Jamal tiene un empleo como mozo en un call center. Cuando un compañero de trabajo le pide que lo reemplace por unos minutos, busca a Latika y a Salim pero solo logra encontrar a Salim, quien se había convertido en un hombre de alto rango en la organización de Javed. Jamal decide reencontrarse con su hermano, y le pregunta por Latika. Salim, molesto y desconcertado al darse cuenta de que su hermano todavía la ama, le responde que "se ha ido muy lejos". Salim invita a Jamal a vivir con él, y después de que Jamal lo sigue hasta la casa de Javed, a lo lejos reconoce a Latika (Freida Pinto) ella también parece reconocerlo. Decide encontrar la forma de entrar en la casa, haciéndose pasar primero por un chef y después por un lavaplatos. Jamal y Latika se sienten atraídos el uno por el otro, pero su felicidad se convierte en desesperación cuando Jamal descubre que Latika está con Javed. Jamal trata de persuadir a Latika para que se fuera con él. Ella se niega por miedo e insiste en que debe olvidarse de ella e irse, aunque en vez de hacer eso, Jamal le dice que la ama y le promete esperarla todos los días a las cinco de la tarde en la estación de trenes más grande de Bombay, la Chhatrapati Shivaji Terminus (CST), también conocida por los lugareños como "VT Station" de su antiguo nombre ("Victoria's Terminus"), hasta que apareciese. Un día, mientras Jamal espera allí, Latika trata de reencontrarse con él, pero es capturada por Salim y por los hombres de Javed. Este le intimida con un corte en la mejilla con un cuchillo y Salim escapa en su auto, dejando a Jamal enfurecido en medio de la multitud.
Jamal vuelve a perder contacto con Latika cuando Javed se muda a otra casa en las afueras de Bombay. En otro intento por encontrarla, Jamal se inscribe en el popular programa de televisión Who Wants to Be a Millionaire, porque sabe que ella lo vería. Durante toda la emisión del programa, Jamal logra llegar a la pregunta final, pese a la actitud hostil del conductor del programa, quien en una de las ocasiones le da una respuesta incorrecta durante un corte comercial. Al final del primer día del programa, a Jamal le queda una sola pregunta para ganar veinte millones de rupias, pero el anfitrión, por desconfianza, llama a la policía y Jamal es arrestado y después torturado por la policía, para que confiese cómo una persona como él, un simple "perro de la calle", podía saber las respuestas a tantas preguntas.
La línea de la historia regresa al punto actual, después de que Jamal les narra la historia completa, explicando como la experiencia de su vida había coincidido con el conocimiento de cada una de las respuestas, el inspector de policía (Irrfan Khan) dice que la explicación es "peculiarmente plausible" y, sabiendo que no está en el concurso por el dinero, le permite regresar al programa para contestar la última pregunta.
La última pregunta que le hacen a Jamal es nombrar al tercer mosquetero de la historia Los tres mosqueteros. Cuando Jamal usa su recurso telefónico para llamar a Salim, Latika logra a duras penas atender el teléfono a tiempo y vuelven a hablar. Ella no sabe la respuesta de la pregunta final, pero le dice a Jamal que está a salvo; justo antes de cortarse la llamada ella le dice:("Jamal, el Señor está contigo.") y en ese momento se corta la comunicación telefónica. Después de la llamada, Jamal simplemente adivina la respuesta correcta (Aramis) a la pregunta del único mosquetero cuyo nombre jamás había averiguado, y gana el premio final. Simultáneamente, en la casa de Javed, este se da cuenta de que Salim ayudó a escapar a Latika. Javed y sus hombres tiran abajo la puerta del baño y Salim, que estaba en la bañera llena de billetes, les dispara alcanzando a Javed. Los hombres de Javed entran detrás y le disparan varias veces a Salim. Las últimas palabras de Salim, que Jamal también podía oír el transcurso del programa, son "Dios es grande". Esa noche, Jamal espera en la estación de trenes, un tanto desanimado, por si aparece Latika, cosa que de forma inesperada sucede y se reencuentran para finalmente compartir un beso. Por último, se revela que la respuesta correcta a la pregunta del principio es "D. Está escrito".

## Reparto
- Dev Patel - Jamal Malik[3]
  - Ayush Mahesh Khedekar - Pequeño Jamal
  - Tanay Chheda - Joven Jamal
- Freida Pinto - Latika
  - Rubina Ali - Pequeña Latika
  - Tanvi Ganesh Lonkar - Joven Latika
- Madhur Mittal - Salim Malik
  - Azharuddin Mohammed Ismail - Pequeño Salim
  - Ashutosh Lobo Gajiwala - Joven Salim
- Anil Kapoor - Prem Kumar
- Irrfan Khan - Inspector de policía
- Saurabh Shukla - Policía Srinivas
- Mahesh Manjrekar - Javed
- Ankur Vikal - Maman
- Sanchita Choudhary - Madre de Jamal

## Producción
El guionista Simon Beaufoy escribió Slumdog Millionaire con la novela Q and A de Vikas Swarup como premisa. Para afinar el guion, Beaufoy hizo tres viajes de investigación a la India y entrevistó a niños de la calle que le sorprendieron con sus actitudes. Usó varias ideas del estudiante de dirección Asim Bhatti, mientras trabajaba en el guion. El guionista dijo que su objetivo para el guion era «conseguir que el espectador sienta esta enorme cantidad de diversión, risas, charlas y sentido de comunidad que uno encuentra en estos suburbios. Lo que percibes en un lugar así es esta masa de energía».
Aparte de la novela de Swarup, Boyle dijo que la película se inspiró también en tres filmes de Bollywood: Satya (1998), Compañía (2002) y Viernes Negro (2004). Los dos primeros, de Ram Gopal Verma, le dieron "un trabajado e hipnótico retrato del submundo de Mumbai". El guion de Satya fue coescrito por Saurabh Shukla, quien interpreta al policía Srinivas en Slumdog Millionaire.
Viernes Negro, basada en los atentados de Bombay en 1993, ofrece una "persecución policial de 12 minutos a través del transitado suburbio de Dharavi" que fue homenajeado en la escena inicial de Slumdog Millionaire. Otra influencia fue la película Deewar (1975), que él describe como "una importante clave del cine indio". La película se basa en el gánster de Bombay Haji Mastan, interpretado por Amitabh Bachchan, actor de reparto en Slumdog Millionaire, quien a la vez presenta el programa Kaun Banega Crorepati (la versión india de ¿Quién quiere ser millonario?).
En el verano de 2006, las compañías productoras británicas Celador Films y Film4 invitaron al director Danny Boyle a leer el guion de Slumdog Millionaire. Inicialmente Boyle dudó, ya que no estaba interesado en hacer una película sobre el concurso ¿Quién quiere ser millonario?, pero el director descubrió rápidamente que el guionista era Beaufoy, quien escribió The Full Monty (1997), una de sus películas británicas favoritas, así que decidió releer el guion. Boyle quedó maravillado como Beaufoy había tejido las múltiples tramas del libro de Swarup en una sola historia, y el director decidió entrar en el proyecto.
La película necesitaba 15 millones de dólares para ser realizada, de manera que Celador Films buscó un distribuidor para venderle los derechos de exhibición. Fox Searchlight Pictures hizo una oferta inicial de unos 2 millones, pero la Warner Independent Pictures ofreció 5 millones, oferta que la Fox Searchlight no pudo superar.
Los cineastas viajaron a Bombay con un equipo parcial en septiembre de 2007, e iniciaron la búsqueda de actores y equipo local para la producción. Cuando se estaba preparando para la filmación, Boyle decidió traducir un tercio del diálogo de la película al hindi. El director mintió a la presidenta de la Warner Independent diciéndole que traduciría tan solo un 10% del diálogo, y ésta aprobó el cambio.
El rodaje se inició el 5 de noviembre de 2007. Las locaciones de la película incluyen el mega-suburbio de Bombay y los barrios de asentamientos irregulares de Juhu. Los cineastas controlaron las masas haciéndose amigos de los espectadores.

## Banda sonora
El compositor A. R. Rahman planeó la banda sonora durante 2 meses y la completó en 2 semanas. Expresó que su deseo era «mezclar la India moderna con la vieja India» con la música, pero que la película «no trata sobre la India y su cultura. La historia podría pasar en cualquier rincón del mundo».
Boyle no soporta el sentimentalismo y le dijo a Rahman «no incluyas ningún chelo en mi película» y que quería «una banda sonora que marcara el pulso». Rahman apreció que a Boyle le gustara la manera en que el cine indio mezcla la música. Le pidió una banda sonora nerviosa con la intención de acompañar y no de añadir contenido. El compositor dice que «no hay muchas entradas musicales en la película. Normalmente una película grande tiene unas 130. Ésta tiene tan solo 17 o 18, incluyendo los créditos iniciales y de cierre». Describiendo la música como una de las partes que más le gustaron de la película, Boyle quiso incluir el tema «Paper planes» de M.I.A. ya desde principios de la producción. La pieza aparece también durante un tema original de Rahman, «O...Saya», M.I.A., quien es descrita por Rahman con el adjetivo «energética», y que Boyle señaló como «un regalo» a la banda sonora, aportó algunas anotaciones en algunas escenas a Boyle (bajo la petición del mismo) durante el montaje. La banda sonora es una alucinante mezcla de ritmos estilo disco de la década de 1970 con un toque inconfundiblemente indio.

## Premios
Slumdog Millionaire tuvo proyecciones exitosas en el Telluride Film Festival y en el Festival Internacional de Cine de Toronto. Ganó el premio a la mejor película en el Festival Internacional de Cine de Toronto, y fue galardonada por la National Board of Review como mejor película del año. En el año 2010, la película fue la más premiada en la 66.ª entrega de los Premios Globo de Oro (conocidos como la mejor antesala del Premio Oscar), y arrasó en la entrega de los Premios Oscar de 2008, consiguiendo ocho estatuillas de las diez a las que estaba nominada (incluyendo los dos premios más importantes: a la mejor película, y al mejor director.

### Premios The Best
| Año  | Categoría        | Candidato        | Resultado |
| ---- | ---------------- | ---------------- | --------- |
| 2009 | Mejor Película   | Mejor Película   | Ganadora  |
| 2009 | Mejor Historia   | Mejor Historia   | Ganadora  |
| 2009 | Mejor Actor      | Mejor Actor      | Ganador   |
| 2009 | Mejor Fotografía | Mejor Fotografía | Ganadora  |

### Premios Óscar
| Año  | Categoría                       | Candidato                             | Resultado |
| ---- | ------------------------------- | ------------------------------------- | --------- |
| 2008 | Mejor película                  | Mejor película                        | Ganadora  |
| 2008 | Mejor director                  | Danny Boyle                           | Ganador   |
| 2008 | Mejor guion adaptado            | Simon Beaufoy                         | Ganador   |
| 2008 | Mejor banda sonora              | A. R. Rahman                          | Ganador   |
| 2008 | Mejor canción original (Jai Ho) | A. R. Rahman Gulzar                   | Ganador   |
| 2008 | Mejor canción original (O Saya) | A. R. Rahman Maya Arulpragasam        | Candidata |
| 2008 | Mejor fotografía                | Anthony Dod Mantle                    | Ganador   |
| 2008 | Mejor montaje                   | Chris Dickens                         | Ganador   |
| 2008 | Mejor edición de sonido         | Tom Sayers                            | Candidato |
| 2008 | Mejor sonido                    | Ian Tapp Richard Pryke Resul Pookutty | Ganador   |

### Premios Globo de Oro
| Año  | Categoría              | Candidato              | Resultado |
| ---- | ---------------------- | ---------------------- | --------- |
| 2009 | Mejor Película - Drama | Mejor Película - Drama | Ganadora  |
| 2009 | Mejor Director         | Danny Boyle            | Ganador   |
| 2009 | Mejor Guion            | Simon Beaufoy          | Ganador   |
| 2009 | Mejor Banda Sonora     | A. R. Rahman           | Ganador   |

### Premios BAFTA
| Año  | Categoría                  | Candidato                             | Resultado |
| ---- | -------------------------- | ------------------------------------- | --------- |
| 2008 | Mejor película             | Mejor película                        | Ganadora  |
| 2008 | Mejor película británica   | Mejor película británica              | Candidata |
| 2008 | Mejor director             | Danny Boyle                           | Ganador   |
| 2008 | Mejor actor                | Dev Patel                             | Candidato |
| 2008 | Mejor actriz de reparto    | Freida Pinto                          | Candidato |
| 2008 | Mejor guion adaptado       | Simon Beaufoy                         | Ganador   |
| 2008 | Mejor banda sonora         | A. R. Rahman                          | Ganador   |
| 2008 | Mejor fotografía           | Anthony Dod Mantle                    | Ganador   |
| 2008 | Mejor montaje              | Chris Dickens                         | Ganador   |
| 2008 | Mejor diseño de producción | Mark Digby Michelle Day               | Candidato |
| 2008 | Mejor sonido               | Ian Tapp Richard Pryke Resul Pookutty | Ganador   |

### Premios del Sindicato de Actores
| Año  | Categoría              | Candidato     | Resultado |
| ---- | ---------------------- | ------------- | --------- |
| 2008 | Mejor reparto          | Mejor reparto | Ganador   |
| 2008 | Mejor actor de reparto | Dev Patel     | Candidato |

### Premios Goya
| Año  | Categoría              | Resultado |
| ---- | ---------------------- | --------- |
| 2010 | Mejor película europea | Ganador   |

## Controversias
- A su salida al mercado, la película recibió duras críticas en la India, donde se afirmó que el filme reincidía en los estereotipos occidentales acerca de la pobreza en ese país y lo acusaron de hacer «pornografía de la pobreza».

- Tapeshwar Vishwakarma, defensor de derechos humanos de habitantes de asentamientos irregulares, interpuso una demanda por difamación contra el compositor A.R. Rahman y el actor Anil Kapoor afirmando que la forma en que estos presentaban a los habitantes de los tugurios constituía violación de los derechos humanos.[4] Vecinos de estos sitios quemaron fotografías de Danny Boyle y del póster de la película en protesta. En su demanda, Vishwakarma alegaba que el nombre de la película (Perro de Tugurio Millonario) era peyorativo y exigía que la palabra perro fuera retirada del título. Estas denuncias fueron apoyadas con protestas realizadas por los habitantes de los asentamientos en muchas partes de la India.[5][6]

- Varios niños que aparecen en la película (entre ellos quienes representan el papel de los protagonistas en su infancia) se quedaron sin casa debido a una orden de la corporación municipal de Bombay de derribar cincuenta casas construidas en las afueras de la ciudad, situadas sobre los desagües municipales.[7]

- Tras una noticia aparecida en el tabloide británico News of the World y posterior denuncia de la madre de Rubina Ali, Jurshid, la policía de Bombay investigó si el padre de la niña protagonista de la película, Rafiq Qureshi, estaba intentando venderla por 200 000 libras esterlinas (unos 226.400 euros). Su padre y su madrastra, con los que vivía la niña en un barrio marginal a las afueras de Bombay, desmintieron las acusaciones; en palabras del tío de Rubina, Moinudin Qureshi, «nunca pensamos que tuviéramos que enfrentarnos a esto. Somos pobres, para nosotros nuestros niños lo son todo. ¿Por qué la daríamos así? Es simplemente un intento de difamar su nombre. Después de todo se ha convertido en famosa en todo el mundo, ¿no?». Existe un fondo para la educación de ambos niños protagonistas de la película creado por los responsables de la película, así como un plan de las autoridades de Bombay para darles una vivienda.[8]